# ATP de Viena
O Erste Bank Open ou ATP de Vienna é um evento tenistico masculino, realizado em quadras indoor, piso rápido, no complexo Wiener Stadthalle, sediado em Viena, Áustria.

## Finais

### Simples
| Ano                           | Campeão               | Vice-campeão          | Resultado                 |
| ----------------------------- | --------------------- | --------------------- | ------------------------- |
| 2024                          | Jack Draper           | Karen Khachanov       | 6–4, 7–5                  |
| 2023                          | Jannik Sinner         | Daniil Medvedev       | 7–67, 4–6, 6–3            |
| 2022                          | Daniil Medvedev       | Denis Shapovalov      | 4–6, 6–3, 6–2             |
| 2021                          | Alexander Zverev      | Frances Tiafoe        | 7–5, 6–4                  |
| 2020                          | Andrey Rublev         | Lorenzo Sonego        | 6–4, 6–4                  |
| 2019                          | Dominic Thiem         | Diego Schwartzman     | 3–6, 6–4, 6–3             |
| 2018                          | Kevin Anderson        | Kei Nishikori         | 6–3, 7–63                 |
| 2017                          | Lucas Pouille         | Jo-Wilfried Tsonga    | 6–1, 6–4                  |
| 2016                          | Andy Murray           | Jo-Wilfried Tsonga    | 6–3, 7–66                 |
| 2015                          | David Ferrer          | Steve Johnson         | 4–6, 6–4, 7–5             |
| 2014                          | Andy Murray           | David Ferrer          | 5–7, 6–2, 7–5             |
| 2013                          | Tommy Haas            | Robin Haase           | 6–3, 4–6, 6–4             |
| 2012                          | Juan Martín del Potro | Grega Žemlja          | 7–5, 6–3                  |
| 2011                          | Jo-Wilfried Tsonga    | Juan Martín Del Potro | 56–7, 6–3, 6–4            |
| 2010                          | Jürgen Melzer         | Andreas Haider-Maurer | 106–7, 7–64, 6–4          |
| 2009                          | Jürgen Melzer         | Marin Čilić           | 6–4, 6–3                  |
| 2008                          | Philipp Petzschner    | Gaël Monfils          | 6–4, 6–4                  |
| 2007                          | Novak Djokovic        | Stanislas Wawrinka    | 6–4, 6–0                  |
| 2006                          | Ivan Ljubičić         | Fernando González     | 6–3, 6–4, 7–5             |
| 2005                          | Ivan Ljubičić         | Juan Carlos Ferrero   | 6–2, 6–4, 7–67            |
| 2004                          | Feliciano López       | Guillermo Cañas       | 6–4, 1–6, 7–5, 3–6, 7–5   |
| 2003                          | Roger Federer         | Carlos Moya           | 6–3, 6–3, 6–3             |
| 2002                          | Roger Federer         | Jiří Novák            | 6–4, 6–1, 3–6, 6–4        |
| 2001                          | Tommy Haas            | Guillermo Cañas       | 6–2, 7–68, 6–4            |
| 2000                          | Tim Henman            | Tommy Haas            | 6–4, 6–4, 6–4             |
| 1999                          | Greg Rusedski         | Nicolas Kiefer        | 76–7, 2–6, 6–3, 7–5, 6–4  |
| 1998                          | Pete Sampras          | Karol Kučera          | 6–3, 7–63, 6–1            |
| 1997                          | Goran Ivanišević      | Greg Rusedski         | 3–6, 46–7, 7–67, 6–2, 6–3 |
| 1996                          | Boris Becker          | Jan Siemerink         | 6–4, 76–7, 6–2, 6–3       |
| 1995                          | Filip Dewulf          | Thomas Muster         | 7–5, 6–2, 1–6, 7–5        |
| 1994                          | Andre Agassi          | Michael Stich         | 7–64, 4–6, 6–2, 6–3       |
| 1993                          | Goran Ivanišević      | Thomas Muster         | 4–6, 6–4, 6–4, 7–63       |
| 1992                          | Petr Korda            | Gianluca Pozzi        | 6–3, 6–2, 5–7, 6–1        |
| 1991                          | Michael Stich         | Jan Siemerink         | 6–4, 6–4, 6–4             |
| 1990                          | Anders Järryd         | Horst Skoff           | 6–3, 6–3, 6–1             |
| 1989                          | Paul Annacone         | Kelly Evernden        | 6–7, 6–4, 6–1, 2–6, 6–3   |
| 1988                          | Horst Skoff           | Thomas Muster         | 4–6, 6–3, 6–4, 6–2        |
| 1987                          | Jonas Svensson        | Amos Mansdorf         | 1–6, 1–6, 6–2, 6–3, 7–5   |
| 1986                          | Brad Gilbert          | Karel Nováček         | 3–6, 6–3, 7–5, 6–0        |
| 1985                          | Jan Gunnarsson        | Libor Pimek           | 6–7, 6–2, 6–4, 1–6, 7–5   |
| 1984                          | Tim Wilkison          | Pavel Složil          | 6–1, 6–1, 6–2             |
| 1983                          | Brian Gottfried       | Mel Purcell           | 6–2, 6–3, 7–5             |
| 1982                          | Brian Gottfried       | Bill Scanlon          | 6–1, 6–4, 6–0             |
| 1981                          | Ivan Lendl            | Brian Gottfried       | 1–6, 6–0, 6–1, 6–2        |
| 1980                          | Brian Gottfried       | Trey Waltke           | 6–2, 6–4, 6–3             |
| 1979                          | Stan Smith            | Wojtek Fibak          | 6–4, 6–0, 6–2             |
| 1978                          | Stan Smith            | Balázs Taróczy        | 4–6, 7–6, 7–6, 6–3        |
| 1977                          | Brian Gottfried       | Wojtek Fibak          | 6–1, 6–1                  |
| 1976                          | Wojtek Fibak          | Raúl Ramírez          | 6–7, 6–3, 6–4, 2–6, 6–1   |
| Torneio não realizado em 1975 |                       |                       |                           |
| 1974                          | Vitas Gerulaitis      | Andrew Pattison       | 6–4, 3–6, 6–3, 6–2        |

### Duplas
| Ano                           | Campeões                             | Vice-campeões                        | Resultado          |
| ----------------------------- | ------------------------------------ | ------------------------------------ | ------------------ |
| 2024                          | Alexander Erler Lucas Miedler        | Neal Skupski Michael Venus           | 4–6, 6–3, [10–1]   |
| 2023                          | Rajeev Ram Joe Salisbury             | Nathaniel Lammons Jackson Withrow    | 6–4, 5–7, [12–10]  |
| 2022                          | Alexander Erler Lucas Miedler        | Santiago González Andrés Molteni     | 6–3, 7–61          |
| 2021                          | Juan Sebastián Cabal Robert Farah    | Rajeev Ram Joe Salisbury             | 6–4, 6–2           |
| 2020                          | Łukasz Kubot Marcelo Melo            | Jamie Murray Neal Skupski            | 7–65, 7–5          |
| 2019                          | Rajeev Ram Joe Salisbury             | Łukasz Kubot Marcelo Melo            | 6–4, 56–7, [10–5]  |
| 2018                          | Joe Salisbury Neal Skupski           | Mike Bryan Édouard Roger-Vasselin    | 7–65, 6–3          |
| 2017                          | Rohan Bopanna Pablo Cuevas           | Marcelo Demoliner Sam Querrey        | 7–67, 46–7, [11–9] |
| 2016                          | Łukasz Kubot Marcelo Melo            | Oliver Marach Fabrice Martin         | 4–6, 6–3, [13–11]  |
| 2015                          | Łukasz Kubot Marcelo Melo            | Jamie Murray John Peers              | 4–6, 7–63, [10–6]  |
| 2014                          | Jürgen Melzer Philipp Petzschner     | Andre Begemann Julian Knowle         | 7–66, 4–6, [10–7]  |
| 2013                          | Florin Mergea Lukáš Rosol            | Julian Knowle Daniel Nestor          | 7–5, 6–4           |
| 2012                          | Andre Begemann Martin Emmrich        | Julian Knowle Filip Polášek          | 6–4, 3–6, [10–4]   |
| 2011                          | Bob Bryan Mike Bryan                 | Max Mirny Daniel Nestor              | 7–610, 6–3         |
| 2010                          | Daniel Nestor Nenad Zimonjić         | Mariusz Fyrstenberg Marcin Matkowski | 7–5, 3–6, [10–5]   |
| 2009                          | Łukasz Kubot Oliver Marach           | Julian Knowle Jürgen Melzer          | 2–6, 6–4, [11–9]   |
| 2008                          | Max Mirny Andy Ram                   | Philipp Petzschner Alexander Peya    | 6–1, 7–5           |
| 2007                          | Mariusz Fyrstenberg Marcin Matkowski | Tomas Behrend Christopher Kas        | 6–4, 6–2           |
| 2006                          | Petr Pála Pavel Vízner               | Julian Knowle Jürgen Melzer          | 6–4, 3–6, [12–10]  |
| 2005                          | Mark Knowles Daniel Nestor           | Jonathan Erlich Andy Ram             | 5–3, 5–42          |
| 2004                          | Martin Damm Cyril Suk                | Gastón Etlis Martín Rodríguez        | 46–7, 6–4, 7–64    |
| 2003                          | Yves Allegro Roger Federer           | Mahesh Bhupathi Max Mirny            | 7–67, 7–5          |
| 2002                          | Joshua Eagle Sandon Stolle           | Jiří Novák Radek Štěpánek            | 6–4, 6–3           |
| 2001                          | Martin Damm Radek Štěpánek           | Jiří Novák David Rikl                | 6–3, 6–2           |
| 2000                          | Yevgeni Kafelnikov Nenad Zimonjić    | Jiří Novák David Rikl                | 6–4, 6–4           |
| 1999                          | David Prinosil Sandon Stolle         | Piet Norval Kevin Ullyett            | 7–67, 7–5          |
| 1998                          | Yevgeni Kafelnikov Daniel Vacek      | David Adams John-Laffnie de Jager    | 7–5, 6–3           |
| 1997                          | Ellis Ferreira Patrick Galbraith     | Marc-Kevin Goellner David Prinosil   | 6–3, 6–4           |
| 1996                          | Yevgeni Kafelnikov Daniel Vacek      | Pavel Vízner Menno Oosting           | 6–4, 7–5           |
| 1995                          | Ellis Ferreira Jan Siemerink         | Todd Woodbridge Mark Woodforde       | 6–4, 7–5           |
| 1994                          | Mike Bauer David Rikl                | Alex Antonitsch Greg Rusedski        | 7–6, 6–4           |
| 1993                          | Byron Black Jonathan Stark           | Mike Bauer David Prinosil            | 6–3, 7–6           |
| 1992                          | Ronnie Båthman Anders Järryd         | Kent Kinnear Udo Riglewski           | 6–3, 7–5           |
| 1991                          | Gary Muller Anders Järryd            | Jakob Hlasek Patrick McEnroe         | 6–4, 7–5           |
| 1990                          | Udo Riglewski Michael Stich          | Jorge Lozano Todd Witsken            | 6–4, 6–4           |
| 1989                          | Jan Gunnarsson Anders Järryd         | Paul Annacone Kelly Evernden         | 6–2, 6–3           |
| 1988                          | Alex Antonitsch Balázs Taróczy       | Kevin Curren Tomáš Šmíd              | 4–6, 6–3, 7–6      |
| 1987                          | Mel Purcell Tim Wilkison             | Emilio Sánchez Javier Sánchez        | 6–3, 7–5           |
| 1986                          | Ricardo Acioly Wojciech Fibak        | Brad Gilbert Slobodan Živojinović    | w.o.               |
| 1985                          | Mike De Palmer Gary Donnelly         | Sergio Casal Emilio Sánchez          | 6–4, 6–3           |
| 1984                          | Wojciech Fibak Sandy Mayer           | Heinz Günthardt Balázs Taróczy       | 6–4, 6–4           |
| 1983                          | Stan Smith Mel Purcell               | Marcos Hocevar Cássio Motta          | 6–3, 6–4           |
| 1982                          | Henri Leconte Pavel Složil           | Mark Dickson Terry Moor              | 6–1, 7–6           |
| 1981                          | Steve Denton Tim Wilkison            | Sammy Giammalva Fred McNair          | 4–6, 6–3, 6–4      |
| 1980                          | Stan Smith Robert Lutz               | Heinz Günthardt Pavel Složil         | 6–1, 6–2           |
| 1979                          | Bob Hewitt Frew McMillan             | Brian Gottfried Raúl Ramírez         | 6–4, 3–6, 6–1      |
| 1978                          | Victor Pecci Balázs Taróczy          | Bob Hewitt Frew McMillan             | 6–3, 6–7, 6–4      |
| 1977                          | Bob Hewitt Frew McMillan             | Wojciech Fibak Jan Kodeš             | 6–4, 6–3           |
| 1976                          | Bob Hewitt Frew McMillan             | Brian Gottfried Raúl Ramírez         | 6–4, 4–0, ab.      |
| Torneio não realizado em 1975 |                                      |                                      |                    |
| 1974                          | Andrew Pattison Raymond Moore        | Bob Hewitt Frew McMillan             | 6–4, 5–7, 6–4      |